# Brazilosaurus sanpauloensis
Brazilosaurus sanpauloensis è un rettile estinto, appartenente ai mesosauri. Visse nel Permiano inferiore (circa 290 - 280 milioni di anni fa) e i suoi resti fossili sono stati ritrovati in Brasile.

## Descrizione
Questo animale era di dimensioni medio-piccole, e non doveva superare di molto il mezzo metro di lunghezza. È noto per uno scheletro quasi completo, privo degli arti posteriori e di quasi tutta la coda. Possedeva un cranio molto lungo e sottile, dotato di un rostro stretto e allungatissimo e di grandi orbite. Brazilosaurus era molto simile al ben noto Mesosaurus, ma se ne differenziava per alcune caratteristiche: i denti del primo erano sì numerosi e aguzzi, ma non erano allungati come quelli di Mesosaurus; inoltre, Brazilosaurus era dotato di un maggior numero di vertebre cervicali, di un collo più allungato e di costole sprovviste di pachiostosi. Il cranio, infine, era più grande in proporzione rispetto a quello di Mesosaurus ed era dotato di un'area posteriore fortemente corrugata.

## Classificazione
Brazilosaurus sanpauloensis venne descritto per la prima volta nel 1966 da Shikama e Ozaki, che descrissero un esemplare quasi completo proveniente da terreni del Permiano inferiore, probabilmente dalla formazione Irati nei pressi della città di Tatui (San Paulo, Brasile). 
Brazilosaurus è considerato un rappresentante dei mesosauridi, un piccolo gruppo di rettili semiacquatici tipici del Permiano inferiore, i cui fossili rinvenuti in Sudamerica e in Africa sono stati importanti prove a favore della teoria della deriva dei continenti. In particolare, sembra che Brazilosaurus fosse un membro nettamente distinto dal gruppo comprendente Mesosaurus e Stereosternum, forse in una posizione più basale; secondo gli autori della prima descrizione, inoltre, Brazilosaurus potrebbe essere stato ancestrale al gruppo dei saurotterigi, vista la presenza di un lungo collo (Shikama e Ozaki, 1966).

## Paleoecologia
Come gli altri mesosauri, anche Brazilosaurus doveva essere un piccolo rettile semiacquatico di ambienti di acqua dolce; probabilmente si nutriva di piccoli pesci o di invertebrati dal corpo molle.